# Lac Kacockwanapiskak
Lac Kacockwanapiskak är en sjö i Kanada.   Den ligger i regionen Mauricie och provinsen Québec, i den sydöstra delen av landet, 300 km norr om huvudstaden Ottawa. Lac Kacockwanapiskak ligger 415 meter över havet. Arean är 0,12 kvadratkilometer.
I omgivningarna runt Lac Kacockwanapiskak växer i huvudsak blandskog. Trakten runt Lac Kacockwanapiskak är nära nog obefolkad, med mindre än två invånare per kvadratkilometer.